# Ministry of Freedom (klub)
A budapesti Ministry of Freedom club (rövidítve: MOF) Magyarország és a környező régió egyetlen hedonista és fétisklubja.

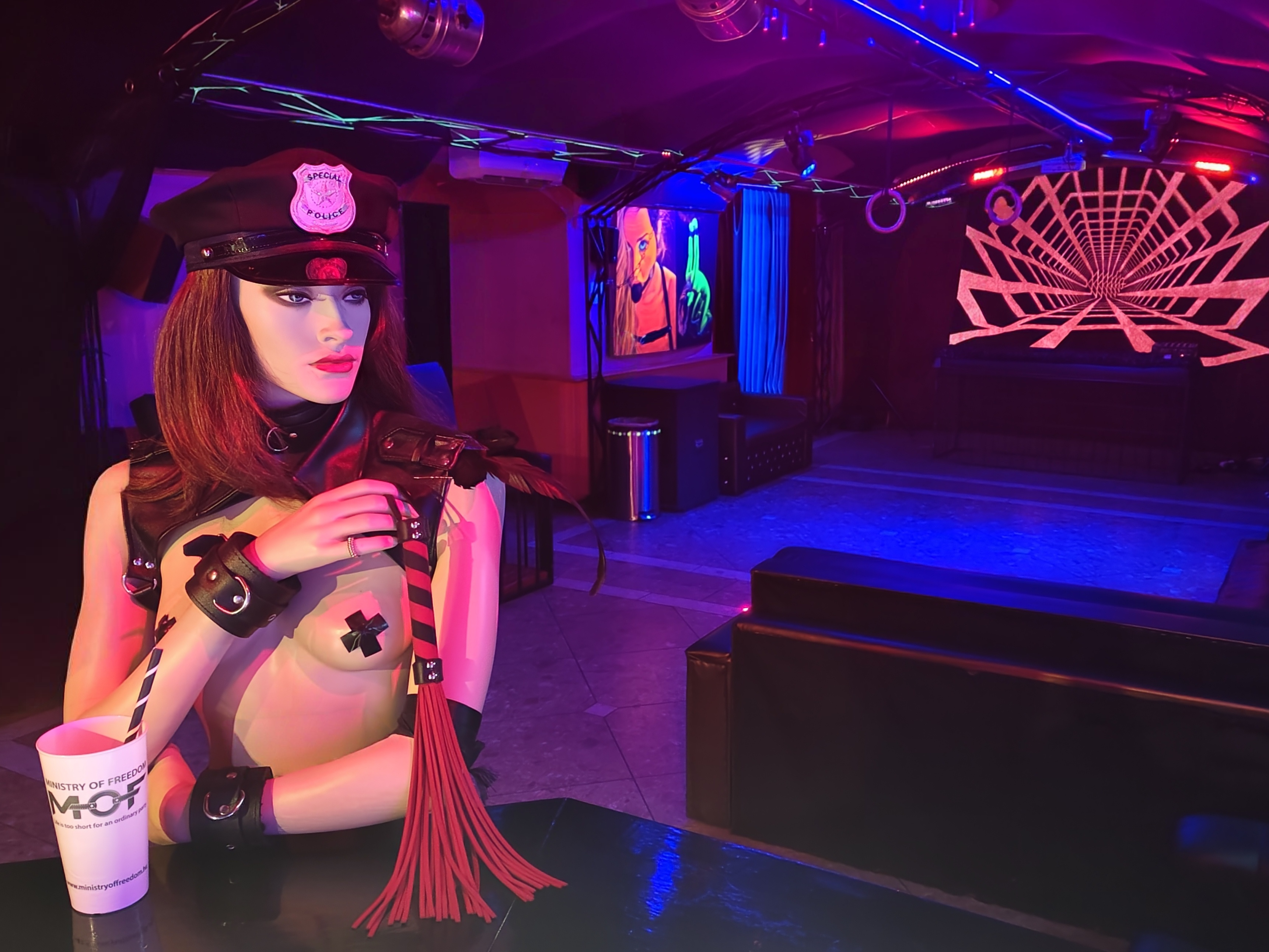
A klub ikonikus dekorációs eleme Lujza, a fétisruhába öltöztetett próbababa, amely mindig a bárpultnál áll egy pohár itallal, és a vendégek gyakran élő emberként tekintenek rá.

## Áttekintés
A klub híres arról, hogy a szokatlanul nagy szabadság és tabumentesség mellett (beleértve a nyílt szexualitást, függetlenül a nemi identitástól és a szexuális irányultságtól) a személyes biztonság megőrzésére törekedve rendkívül szigorúan vesznek néhány alapvető szabályt, és azonnal eltávolítják azt, aki nem felel meg a dresszkódnak, szóbeli jóváhagyás nélkül érint meg valakit, vagy fotózni próbál.
A klub a pontos címét titokként kezeli, csak az előre megvásárolt jegyen adja meg.
A klub gátlásoktól mentes eseményeire hetente 1-3 alkalommal gyűlnek össze a szexpozitív partik kedvelői és a kíváncsi érdeklődők a világ minden tájáról. A Ministry of Freedom az egyetlen hely Kelet-Közép Európában, ahol heti rendszerességgel rendeznek fétispartit, de a zenés/táncos rendezvényeken kívül workshopokat, filmbemutatókat és színházi előadásokat is tartanak.

## A kezdetek
A klub létrehozását 2021-ben kezdte el a Freedom Fetish Party sorozat (Magyarország legnagyobb fétispartija) csapata, és az átalakítási munkálatok,valamint pár zárt körű esemény után 2023 februárjában nyílt meg. A cél az volt, hogy a zárt ajtók mögött létrejöjjön egy titkos szabad univerzum a konzervatív magyar társadalom falain belül.
A kezdeti hónapokban kizárólag szombati napokon tartott nyitva, és hetente mindössze 50-60 vendég vett részt a bulikon, de ez a szám fél év alatt megduplázódott, majd megtriplázódott. Manapság gyakori a telt ház, amikor jóval az események előtt elkel minden jegy.

## Fordítás
Ez a szócikk részben vagy egészben  a   Ministry of Freedom (Club) című angol Wikipédia-szócikk ezen változatának fordításán alapul.  Az eredeti cikk szerkesztőit annak laptörténete sorolja fel. Ez a jelzés csupán a megfogalmazás eredetét és a szerzői jogokat jelzi, nem szolgál a cikkben szereplő információk forrásmegjelöléseként.